# Универсальная литовская энциклопедия
Универсальная литовская энциклопедия (лит. Visuotinė lietuvių enciklopedija) — универсальное энциклопедическое издание на литовском языке, выходившее в 2001—2015 годах в издательстве Mokslo ir enciklopedijų leidybos centras. VLE является первой опубликованной универсальной энциклопедией в Литве после восстановления независимости.
Она заменяет Советскую литовскую энциклопедию, которая была опубликована в 13 томах в 1976—1985 годах. По состоянию на июль 2014 года, были опубликованы 25 томов Универсальной литовской энциклопедии. В 2015 году выпущен ещё один том с дополнениями.
В начале 2017 года была запущена онлайн-версия Универсальной литовской энциклопедии. Большая часть печатных текстов и иллюстраций были оцифрованы. Также были добавлены новые статьи и обновлены некоторые из старых. К 2021 году было опубликовано 97000 статей и 56 иллюстраций.